# 佐伯ユウスケ
佐伯 ユウスケ（さえき ユウスケ、1986年11月5日 - ）は、日本の音楽プロデューサー、シンガーソングライター、声優。作家として「佐伯 youthK」「SAEKI youthK」、シンガーソングライターとして「佐伯 ユウスケ」「SHUHARIHITO」の名義で活動している。神奈川県横浜市・厚木市出身。

## 経歴
幼少期からソウル・R&Bなどの音楽にふれて育ち、中学高校の部活でトロンボーン、コントラバスを経験する。その後ダンスに触れ、オールドスクールにも造詣を深めていく。
地元での音楽活動などを経て、当初のアーティスト名義であった「佐伯youthK」として、2006年頃より本格的に楽曲作家活動を開始。昨今では作家名義を「佐伯youthK」、アーティスト名義を「佐伯ユウスケ」と棲み分けていることが多い。
2009年4月には関ジャニ∞「YOU CAN SEE」で作家デビュー。西野カナに提供した「さよなら」で2013年第55回日本レコード大賞優秀作品賞にノミネートされた。
2012年7月に「佐伯ユウスケ」としてrhythm zoneからアルバム「7つのドウキ」でシンガーソングライターとしてデビュー。
2014年春　自身の別名プロジェクト「SHUHARIHITO」としての活動も開始。
2017年・2018年　『弱虫ペダル』関連のアニメ・映画・ドラマの主題歌計5作品を担当しリリース。
2019年秋　TVアニメ『Dr.STONE』第2クールのエンディングテーマ「夢のような」を担当。同年11月にリリース。
2020年　TVアニメ『遊☆戯☆王SEVENS』オープニングテーマ「ナナナナナナナ」を歌唱、エンディングテーマ「ゴーハ第7小学校校歌」を作詞作曲編曲。
2021年　TVアニメ『遊☆戯☆王SEVENS』に有栖川ジャンゴ役として声優デビュー。同年9月1日より、声優活動において株式会社ステイラックと業務提携を開始。

## 作品

### アーティスト作品

#### シングル
|     | タイトル                  | 発売日         | 備考                                                                               |
| --- | ------------------------- | -------------- | ---------------------------------------------------------------------------------- |
| 1st | ナウオアネバー            | 2017年2月15日  | TVアニメ『弱虫ペダル NEW GENERATION』エンディングテーマ                            |
| 2nd | タカイトコロ              | 2017年5月17日  | TVアニメ『弱虫ペダル NEW GENERATION』第2クールエンディングテーマ                   |
| 3rd | ツヨサヨワサ / 行かないと | 2017年10月4日  | 『劇場版 弱虫ペダル Re:GENERATION』主題歌 /『TVドラマ版 弱虫ペダル』Season2 主題歌 |
| 4th | ダンシング                | 2018年5月9日   | TVアニメ『弱虫ペダル GLORY LINE』オープニングテーマ                                |
| 5th | 夢のような                | 2019年11月20日 | TVアニメ『Dr.STONE』第2クールエンディングテーマ                                    |
| 6th | ナナナナナナナ            | 2020年9月9日   | TVアニメ『遊☆戯☆王SEVENS』オープニングテーマ                                       |
| 7th | One Way                   | 2022年9月7日   | TVアニメ『遊☆戯☆王ゴーラッシュ!!』エンディングテーマ                               |

#### アルバム
|     | タイトル    | 発売日        | 収録曲 |
| --- | ----------- | ------------- | --- |
| 1st | 7つのドウキ | 2012年7月25日 | 1. ドシラ 2. 君に会いたいな 3. no title 4. 夏の終わりを歌う曲があるが 5. 7.5月 6. 裏腹イエス 7. ツモアガリ |

#### 配信シングル
| タイトル             | 発売日        | 備考                                                                           |
| -------------------- | ------------- | ------------------------------------------------------------------------------ |
| Step into the Stage  | 2012年1月18日 | TSUTAYA限定無料レンタル ※現在は配信サイトよりDL可能                            |
| ナニやってんだろうな | 2018年9月2日  | NHK 特集ドラマ『学校へ行けなかった私が『あの花』『ここさけ』を書くまで』主題歌 |

#### 歌唱参加曲
| 曲名                         | 作詞         | 作曲       | 編曲       | リリース       | 収録・放送作品                                  | 備考       |
| ---------------------------- | ------------ | ---------- | ---------- | -------------- | ----------------------------------------------- | ---------- |
| Steppër ✽ A Journëy with You | halyosy      | halyosy    | halyosy    | 2017年10月10日 |                                                 | MV公開のみ |
| ちゃんとした合体のテーマ     | 橋本由香利   | 橋本由香利 | 橋本由香利 | 2018年8月15日  | おそ松さん Original Sound Track Album2          |            |
| サマー仮面のテーマ           | 橋本由香利   | 橋本由香利 | 橋本由香利 | 2018年8月15日  | おそ松さん Original Sound Track Album2          |            |
| イルカになった青年           | 松原秀       | 橋本由香利 | 橋本由香利 | 2018年8月15日  | おそ松さん Original Sound Track Album2          |            |
| 思春期バスターズ             | 佐伯youthK   | 橋本由香利 | 橋本由香利 | 2019年6月26日  | えいがのおそ松さん オリジナルサウンドトラック   |            |
| 叫び                         | キモット     |            | HaTo       |                | 最響カミズモード!                               |            |
| キミ＆フォーエバー           | 佐伯ユウスケ |            | HaTo       |                | 最響カミズモード!                               |            |
| アーモンド・アーモンド       | 真行寺貴秋   | BRADIO     |            | 2020年4月21日  | Joyful Style                                    |            |
| ハル                         | 佐伯ユウスケ | 橋本由香利 | 橋本由香利 | 2022年10月26日 | 映画「おそ松さん」オリジナルサウンドトラック CD |            |

#### 演奏参加曲
| 曲名                 | 歌手      | 作詞      | 作曲      | 編曲     | 備考                     |
| -------------------- | --------- | --------- | --------- | -------- | ------------------------ |
| シングフォーユー     | claquepot | claquepot | claquepot | 松岡惠介 | Piano&Bass：佐伯ユウスケ |
| むすんで             | claquepot | claquepot | claquepot | 松岡惠介 | Piano&Bass：佐伯ユウスケ |
| 大掃除 feat.初音ミク | 初音ミク  | DECO*27   | DECO*27   | kous     | 鍵盤：佐伯youthK         |

## 楽曲提供
- 嵐
  - 「この手のひらに」（共作詞・共作曲）

- ARCANA PROJECT
  - 「メラメラ」（作詞・作曲・編曲）
  - 「ミチカケ」（作詞・作曲・編曲）
  - 「ハシロウ」（作詞・作曲・編曲）

- Uncle Bomb
  - 「Bye Bye Bye」（作詞・作曲）
  - 「ツアープラン」（作詞・作曲）

- Angelababy
  - 「Love Never Stops」（作曲）

- AMPTAKxCOLORS
  - 「ぶんぶぶんぶぶん」（作詞・作曲・編曲）
  - 「うわーーー！！！！！！」（作詞・作曲）
  - 「わんぱクエスト〜平和×征服×お宝〜」（作詞・作曲）

- 井口裕香
  - 「JOY」（作詞・作曲）
  - 「なんとなくの話」（作詞・作曲）
  - 「さらば29」（作詞・作曲）
  - 「GYOZA」（作詞・作曲・編曲）

- 石橋陽彩
  - 「Never Ending Summer」（共作詞・共作曲・編曲）
  - 「ミライ」（共作詞・共作曲・編曲）

- 今市隆二
  - 「Out of the Darkness」（共作曲）

- 入野自由
  - 「見果てぬ世界、繋がる想い」[5]（作詞・作曲）
  - 「嘘と未来と」[5]（作詞・作曲）
  - 「朝焼け」[5]（作詞・作曲）
  - 「I am I」[5]（作詞・作曲・編曲）
  - 「トップランナー」[5]（作曲・共編曲）
  - 「MASCLETA」[5]（共作詞・作曲）
  - 「確かにそうだ」[5]（共作詞・作曲・編曲）
  - 「Just give me the love」[5]（作詞・作曲・編曲）

- BRIGHT
  - 「LOVE～ある愛のカタチ～」（作曲）

- 小笠原仁
  - 「TURBO」（共作詞・作曲・編曲）

- 柿原徹也
  - 「ダンディギ」[2]（作詞・作曲）
  - 「咲いちゃいな」[2]（作詞・作曲）
  - 「レッスンAtoB」[2]（作詞・作曲）
  - 「僕さ」[2]（作詞・作曲）
  - 「進ませろ！」（作詞・作曲）
  - 「My way」（作詞・作曲・共編曲）
  - 「碧く」（作詞・作曲・編曲）
  - 「Start of LIFE」（作詞・作曲）
  - 「君はどう思ってるの」（作詞・作曲）
  - 「ごめんね、ありがとう。」（作詞・作曲）
  - 「通り風」（作詞・作曲）
  - 「Last Lady」（作詞・作曲・編曲）
  - 「オンリースター」（作詞・作曲）
  - 「前進アッペンダン↑^_^↓」（作詞）
  - 「夜が」（作詞・作曲・編曲）
  - 「To the Next」（作詞・作曲）
  - 「エンドレスじゃーねー」（作詞・作曲・編曲）
  - 「ドミノ」（作詞・作曲・編曲）
  - 「プレイヤー」（作詞・作曲・編曲）
  - 「Sunday」（作詞・作曲・編曲）
  - 「悪者」（作詞・作曲・編曲）
  - 「Gluttony」（作詞・作曲）
  - 「Woooork!!」（作詞・作曲・編曲）
  - 「じゃあね」（作詞・作曲・編曲）
  - 「コト・モノ・トキ」（作詞・作曲）

- 柿原徹也×岡本信彦
  - 「パラダイス」（作詞・作曲）

- 門脇更紗
  - 「さよならトワイライト」（編曲）
  - 「いいやん」（編曲）
  - 「トリハダ」（編曲）
  - 「わすれものをしないように」（編曲）
  - 「真夏のサイダー」（編曲）
  - 「ねぇ、バディ」（編曲）
  - 「scroll」（共作詞・共作曲・編曲）
  - 「うすっぺらい」（共作詞・共作曲・編曲）

- COLOR CREATION
  - 「Happy Days」（共作曲）

- Claquepot
  - 「むすんで」（共作曲）
  - 「ahead」（共作曲・編曲）

- 関ジャニ∞（現：SUPER EIGHT）
  - 「YOU CAN SEE」[2]（共作詞・作曲・編曲）村上信五・丸山隆平ユニット曲

- 熊田茜音
  - 「YOUR FREE STAR」（作詞・作曲）
  - 「自分磁針」（作曲・編曲）
  - 「濃い藍、油性の恋」（作曲・編曲）
  - 「またね、よろしくね」（作詞・作曲・編曲）

- 小林愛香
  - 「ゆらゆらら」（作詞・編曲）
  - 「Sunset Bicycle」（作詞・編曲）
  - 「Moonlight Balcony」（作詞・編曲）
  - 「MI-RA-I miracle circle」（編曲）
  - 「YARUSHIKANAI feat. 佐伯ユウスケ」（作詞・作曲・編曲[6]）
  - 「KANPAI」（編曲[6]）

- GOLD LUSH
  - 「Happy Birthday」（共作曲・編曲）

- Che'Nelle
  - 「愛の歌」（共作詞・作曲・共編曲）

- ジョナサン・ウォン
  - 「僕がいる」（作詞・作曲）

- SixTONES
  - 「NEW WORLD」（作詞・共作曲）
  - 「ってあなた」（作詞・作曲・編曲）京本大我・松村北斗ユニット曲
  - 「僕が僕じゃないみたいだ」（作詞・作曲・共編曲）
  - 「僕が僕じゃないみたいだ(Dramatic Rearrange)」（作詞・作曲・編曲）
  - 「"CITY" Interlude」（プログラミング）
  - 「With The Flow」（作詞・作曲・編曲）京本大我・田中樹ユニット曲
  - 「共鳴」（作詞・作曲・共編曲）
  - 「わたし」（作詞・作曲・編曲）
  - 「オンガク」（作詞・作曲）
  - 「人人人」（作詞・作曲・編曲）
  - 「オンガク -声ver.-」（作詞・作曲・共編曲）
  - 「こっから」（作詞・作曲・編曲）
  - 「スーパーボーイ」（作詞・作曲・編曲）松村北斗・田中樹ユニット曲
  - 「音色」（作詞・作曲・編曲）
  - 「Don't Know Why」（作詞・作曲・編曲）松村北斗・森本慎太郎ユニット曲

- Snow Man
  - 「ADDICTED TO LOVE」（共作詞・共作曲）
  - 「Slow...」（作詞）

- Sexy Zone（現：timelesz）
  - 「Show must go on」（共作曲）佐藤勝利ソロ曲

- 竹内唯人
  - 「エンドロール」（作詞）

- DarkestoRy
  - 「ダーケストーリー」（共作詞・作曲）

- 東京女子流
  - 「Regret.」（作曲）

- 土岐麻子
  - 「プロフィール」（作曲）
  - 「アイ」（編曲）

- 宏実
  - 「結び目」（作詞・作曲・編曲）

- FUKI
  - 「ふたりいろ」（共作詞・作曲・共編曲）

- みきなつみ
  - 「ウシロマエ」（共作詞・作曲・編曲）

- 宮本美季
  - 「消えないように」（作詞・作曲）

- THE SxPLAY
  - 「未完成キャンバス」（作詞）
  - 「キミが残した世界で」（共作詞）
  - 「僕はロボットごしの君に恋をする」（共作詞・共作曲）
  - 「コバンザメ」（共作詞・共作曲・編曲）
  - 「For キミに贈る歌」（共作詞・共作曲）
  - 「漂流」（共作詞）
  - 「君とこの空の下で」（共作詞）
  - 「MY NEVER ENDING STORY」（共作詞）

- ナオト・インティライミ
  - 「未来スケッチ」（共作詞）
  - 「Ole!」（共作詞）
  - 「てのひら」（共作詞）
  - 「together」（共作詞）
  - 「しおり」（共作詞）
  - 「アカルイミライ」（共作詞）
  - 「オモワクドオリ」（共作詞）
  - 「Rule」（共作詞）
  - 「With」（共作詞）
  - 「memo」（共作詞）

- Nissy
  - 「花cherie」（共作詞・作曲）

- 西野カナ
  - 「このままで」（作曲）
  - 「君って」（作曲）
  - 「Flower」（共作詞・作曲）
  - 「たとえ どんなに…」（共作詞・作曲）
  - 「Love Song」（共作詞・作曲）
  - 「さよなら」[2]（共作詞・作曲・共編曲）
  - 「好き」[2]（作曲）
  - 「君が好き」（共作詞・作曲・共編曲）

- ニノミヤユイ
  - 「安心 to the 安全」（作詞・作曲・編曲）

- 浪川大輔
  - 「キミノミカタ」（作詞・作曲・編曲）
  - 「No theory」（作詞・作曲）
  - 「Best Answer」（作詞・作曲）
  - 「“0”」（作詞・作曲）
  - 「だって楽しいじゃない」（作詞・作曲・編曲）
  - 「スパイス」（作詞・作曲）

- May J.
  - 「Summer Breaker」（作曲）
  - 「TSUBASA」（作曲）
  - 「夜空の雪」（共作詞・作曲）
  - 「波乗りジョニー」（編曲）
  - 「渚」（編曲）
  - 「心の鍵」（作曲）
  - 「光のありか」（作曲）
  - 「Wishes come true -咲き誇る花たちに-」（作曲）

- みゆな
  - 「天上天下」（共作詞・作曲・編曲）
  - 「僕と君のララバイ」（作詞・作曲・編曲）
  - 「瞬き」（編曲)

- 村上佳佑
  - 「Never Give Up」（共作曲）

- Lead
  - 「トーキョーフィーバー」（共作詞）
  - 「これまで、これから」（作詞・作曲・編曲）
  - 「Be the NAKED」（共作詞）
  - 「シンギュラリティ」（共作詞）
  - 「My Beast」（作詞）

- UNIONE
  - 「パッサボーラ！」（作詞・作曲）
  - 「でっかい夏を連れてきたのです」（作詞・作曲）
  - 「Higher」（共作詞・共作曲・編曲）
  - 「青色ユニゾン」（共作詞・作曲・編曲）
  - 「よろこび」（共作詞・共作曲）

- 山下大輝
  - 「Hello」（作詞・作曲・編曲）
  - 「アクション with 佐伯ユウスケ」（作詞・作曲・編曲）

- Little Glee Monster
  - 「君といれば」（作詞・共作曲）
  - 「君といれば -complete ver.-」（作詞・共作曲）

- 吉木りさ
  - 「わたし、もっと」（作詞・作曲・編曲）

- 吉野裕行
  - 「さよなら」（作詞）
  - 「正直」（作詞・作曲）
  - 「オレがオマエでオマエがオレで」（共作詞・作曲・編曲）

- ホロスターズ
  - 「Find It」（作詞・作曲・編曲）
  - 「We are the HOLOSTARS!!」（作詞・作曲・編曲）
  - 「DADADA」（作詞・作曲・編曲）

- 谷山紀章
  - 「Every Single Night」（作詞・作曲・編曲）

### 映画・ドラマ・アニメ・ゲーム関連
- アイカツプラネット!
  - 「またまたまたまたまた明日」（作詞・作曲・編曲）

- THE IDOLM@STER 2
  - 「光」（作曲・編曲）

- THE IDOLM@STER
  - 「I'm so free!」[2]（作詞・作曲）

- アイドルマスターシンデレラガールズ
  - 「たくさん！」（作詞・作曲）アナスタシアソロ曲
  - 「とんでいっちゃいたいの」（作詞・作曲）
  - 「夢をのぞいたら」（作詞・作曲）

- アイドルDTI
  - 「S・I・O -Salt In Ocean-」（作詞・作曲・編曲）
  - 「半脱ぎ★ SOLD OUT!!」（作詞・作曲・編曲）

- あんさんぶるスターズ! 
  - 「愉快痛快 That's alright!」（共作詞）

- ビビッドレッド・オペレーション
  - 「Friend of mine」（作詞・作曲）
  - 「WE ARE ONE!」（作詞・作曲）
  - 「なんでもちゃんと」（作詞・作曲・編曲）

- 遊☆戯☆王SEVENS
  - 「ゴーハ第7小学校校歌」（作詞・作曲・編曲）

- 遊☆戯☆王ゴーラッシュ!!
  - 「One Way」（作詞・作曲・編曲）
  - 「One Way -Fresh Pop Rearrange-」（作詞・作曲・編曲）
- 映画『おそ松さん』
  - 「ハル」（作詞）
  - 「お前がいなきゃ」（作詞）

### ラジオ関連
- THE IDOLM@STER STATION!!!
  - 「1,2,3」[2]（作詞・作曲）
  - 「きっと」（作詞・作曲・編曲）

## 出演

### テレビアニメ
- 遊☆戯☆王SEVENS（2021年 - 2022年、有栖川ジャンゴ）

### 劇場アニメ
- THE FIRST SLAM DUNK（2022年）

### ボイスコミック
- やらしい裏アカくんはさみしがり（2022年、警察、男性2、男性ファン2[7]）